# 雲林縣政府
23°41′57″N 120°31′35″E / 23.699157°N 120.526328°E
雲林縣政府（Yunlin County Government）是中華民國臺灣省雲林縣最高層級的地方行政機關，在中華民國政府架構中，為縣自治的行政機關，同時負責執行中央機關委辦事項。雲林縣的自治監督機關本為臺灣省政府，但臺灣省虛級化後，臺灣省政府的業務與功能被大幅縮減，雲林縣的自治監督機關亦改為行政院各部會（主要是內政部）。雲林縣政府也是轄下各鄉、鎮、市的地方自治監督機關。

## 縣府組織
雲林縣政府所轄組織，在縣長及副縣長之下，設有23個一級機關單位包括5個局、18個處。
- 縣長，對外代表雲林縣，綜理縣政，指揮監督所屬機關及員工，並指導監督鄉（鎮、市）自治事項。（民選產生）
  - 副縣長，襄助縣長處理縣政。（1名，特任職，比照簡任第十三職等，由當屆縣長任命）
  - 秘書長，為幕僚長，承縣長之命，處理縣政。（1名，特任職，簡任第十二職等，由當屆縣長任命）
  - 參議、消費者保護官、秘書，受秘書長之指揮、監督，分別掌理縣政設計、政策諮詢、法案審核、消費爭議調解、機要、協調、核稿等事項。
- 縣務會議，由縣長、副縣長、秘書長、參議、秘書、各處處長、所屬一級機關局長，與縣長指定人員組成。縣務會議，由縣長召集，並由縣長擔任縣務會議之主席，縣長因故不能出席時，由縣長職務代理人擔任主席。

### 所屬一級單位

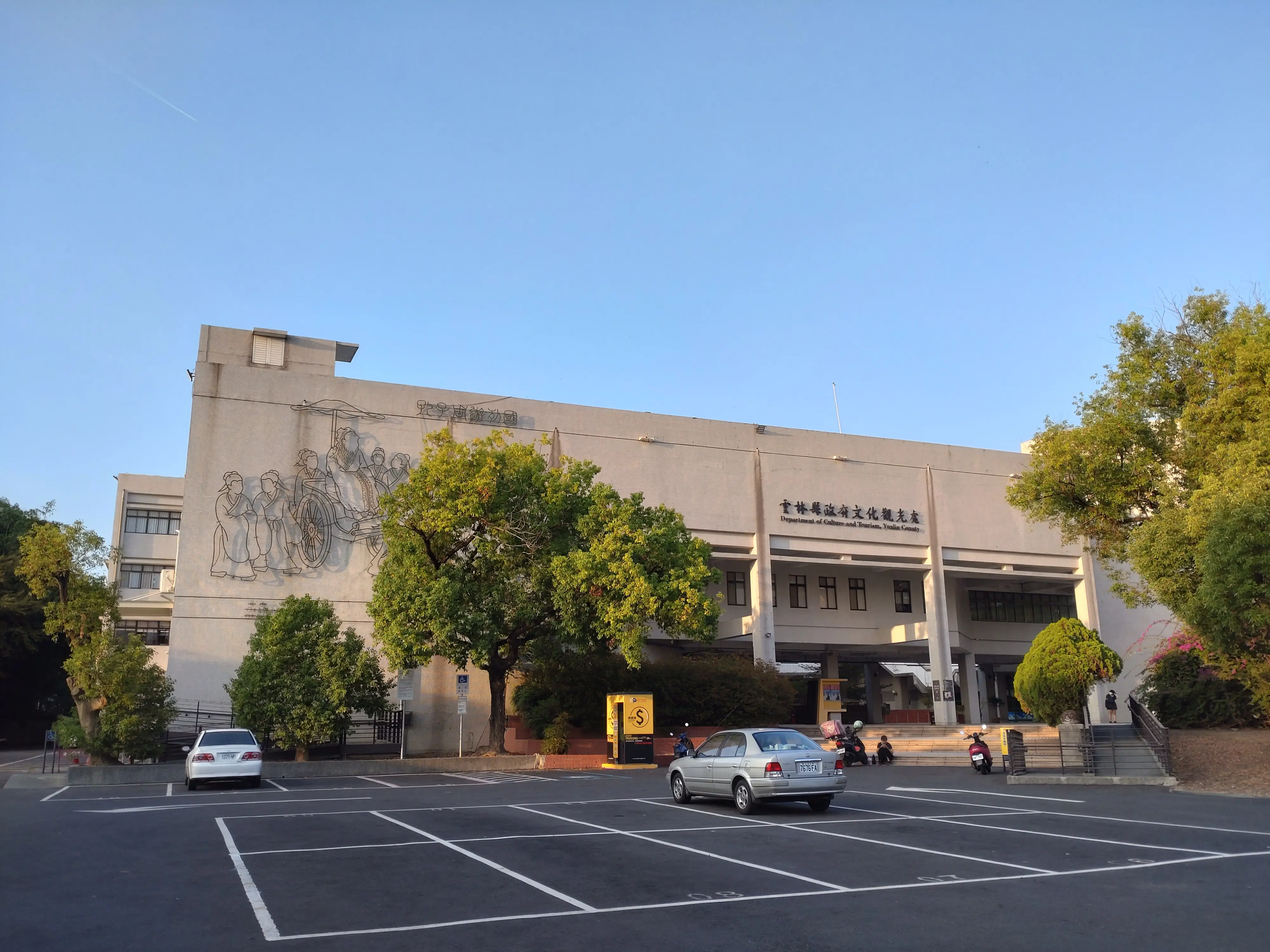
文觀處大樓

按《雲林縣政府組織自治條例》，雲林縣政府設有17個所屬一級單位。

| - 雲林縣政府民政處 - 雲林縣政府財政處 - 雲林縣政府建設處 - 雲林縣政府教育處 - 雲林縣政府農業處 - 雲林縣政府社會處 - 雲林縣政府勞動暨青年事務發展處 - 雲林縣政府城鄉發展處 - 雲林縣政府地政處 - 雲林縣政府文化觀光處 - 雲林縣政府水利處 | - 雲林縣政府新聞處 - 雲林縣政府行政處 - 雲林縣政府計畫處 - 雲林縣政府人事處 - 雲林縣政府主計處 - 雲林縣政府政風處 |

### 所屬一級機關
按《雲林縣政府組織自治條例》，雲林縣政府設有6個所屬一級機關。

| - 雲林縣警察局 - 雲林縣消防局 - 雲林縣稅務局 | - 雲林縣衛生局 - 雲林縣環境保護局 - 雲林縣交通工務局 |

### 所屬二級機關
雲林縣政府設有30個所屬二級機關，由雲林縣政府各處督導。

| 雲林縣政府（民政處） - 雲林縣斗六戶政事務所 - 雲林縣斗南戶政事務所 - 雲林縣虎尾戶政事務所 - 雲林縣西螺戶政事務所 - 雲林縣北港戶政事務所 - 雲林縣麥寮戶政事務所 | 雲林縣政府（地政處） - 雲林縣斗六地政事務所 - 雲林縣斗南地政事務所 - 雲林縣虎尾地政事務所 - 雲林縣西螺地政事務所 - 雲林縣北港地政事務所 - 雲林縣臺西地政事務所 雲林縣政府（教育處） - 雲林縣立體育場 - 雲林縣家庭教育中心 雲林縣政府（工務處） - 雲林縣採購中心 雲林縣政府（農業處） - 雲林縣家畜疾病防治所 |

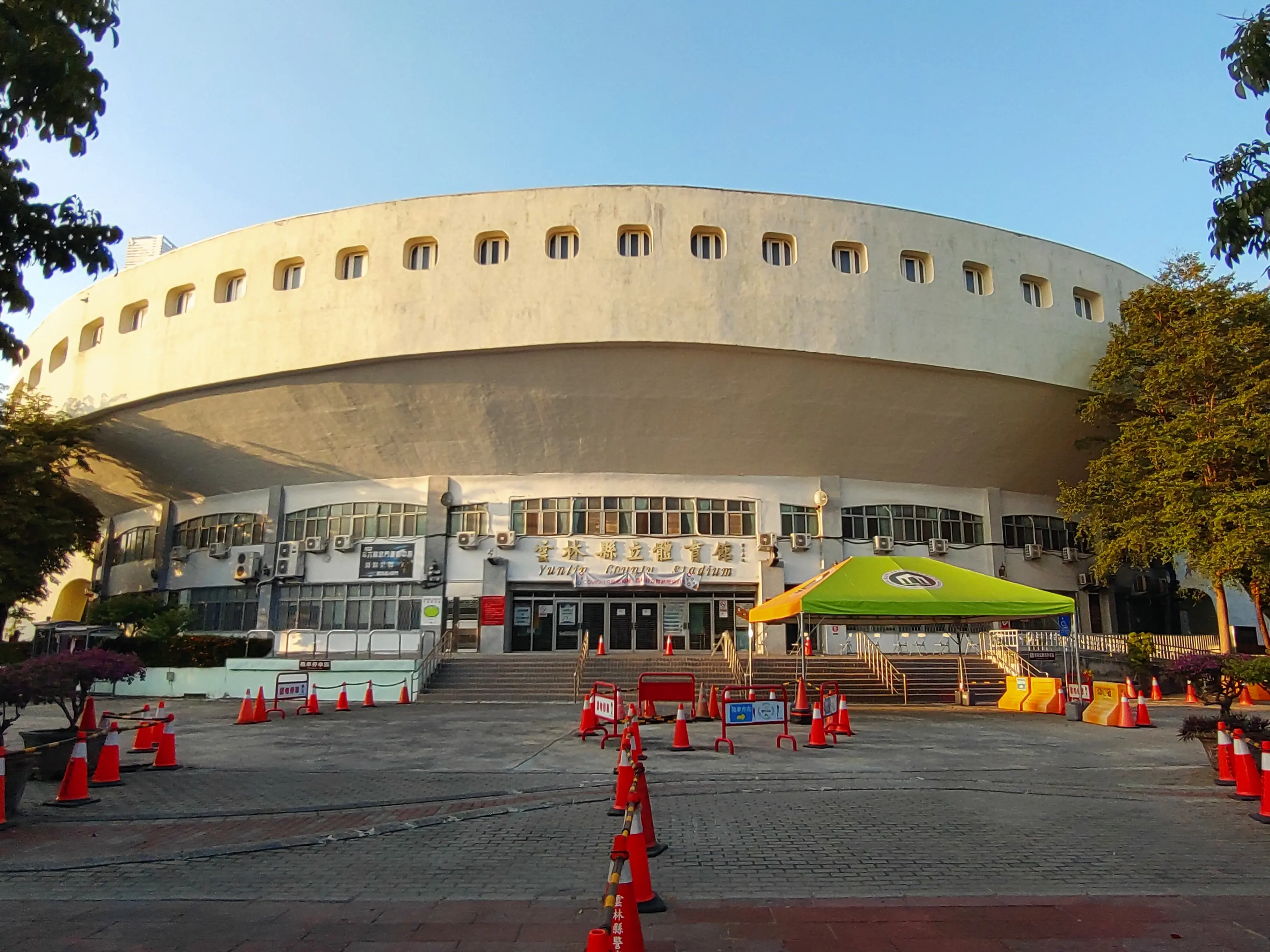
雲林縣立體育場

### 所屬一級機關所轄機關
| 雲林縣衛生局 - 雲林縣立慢性病防治所 - 雲林縣斗六市衛生所 - 雲林縣斗南鎮衛生所 - 雲林縣虎尾鎮衛生所 - 雲林縣西螺鎮衛生所 - 雲林縣土庫鎮衛生所 - 雲林縣北港鎮衛生所 - 雲林縣古坑鄉衛生所 - 雲林縣大埤鄉衛生所 - 雲林縣莿桐鄉衛生所 - 雲林縣林內鄉衛生所 - 雲林縣二崙鄉衛生所 - 雲林縣崙背鄉衛生所 - 雲林縣麥寮鄉衛生所 - 雲林縣東勢鄉衛生所 - 雲林縣褒忠鄉衛生所 - 雲林縣臺西鄉衛生所 - 雲林縣元長鄉衛生所 - 雲林縣四湖鄉衛生所 - 雲林縣口湖鄉衛生所 - 雲林縣水林鄉衛生所 | 雲林縣警察局 - 雲林縣警察局斗六分局 - 雲林縣警察局斗南分局 - 雲林縣警察局虎尾分局 - 雲林縣警察局西螺分局 - 雲林縣警察局北港分局 - 雲林縣警察局臺西分局 - 雲林縣警察局刑事警察大隊 - 雲林縣警察局保安警察隊 - 雲林縣警察局交通警察隊 - 雲林縣警察局少年警察隊 - 雲林縣警察局婦幼警察隊 - 雲林縣警察局民防管制中心 |

| - 雲林縣立各高級中學（3校） - 雲林縣立各國民中學（29校） - 雲林縣立樟湖生態國民中小學 - 雲林縣各國民小學（153校） | 私法人 - 雲林縣肉品市場股份有限公司 |

## 縣府團隊

### 所屬一級機關 、單位首長
| - 民政處處長：蕭德恕 - 財政處處長：孫綿凰 - 建設處處長：廖政彥 - 水利處處長：許宏博 - 教育處處長：邱孝文 - 農業處處長：魏勝德 - 城鄉發展處處長：林長造 | - 勞工處處長：張世忠 - 行政處處長：周銘𤧞 - 地政處處長：邢啓春 - 社會處處長：林文志 - 計畫處處長：李明岳 - 新聞處處長：陳其育 - 文化觀光處處長：陳璧君 - 主計處處長：黃兆君 - 人事處處長：黃杰男 - 政風處處長：邢啓春 | - 交通工務局局長：汪令堯 - 警察局局長：黃富村 - 消防局局長：林文山 - 稅務局局長：李俊興 - 衛生局局長：曾春美 - 環保局局長：張喬維 |

## 外部連結
- 雲林縣政府全球資訊網 （页面存档备份，存于）
- 雲林縣政府的Facebook專頁
- YouTube上的雲林縣政府頻道
- YouTube上的雲林縣政府綠能推動專案辦公室頻道
- YouTube上的雲林縣政府農業處企劃行銷科頻道
- YouTube上的雲林縣政府社會處頻道
- YouTube上的雲林縣政府地政處土地開發科頻道
- YouTube上的雲林縣政府文化處頻道